# Колпинка (приток Пчёвжи)
Колпинка — река в России, протекает по Любытинскому району Новгородской области. Устье реки находится в 107 км по левому берегу реки Пчёвжа у деревни Петровское. Длина реки составляет 23 км, площадь водосборного бассейна 141 км².
На реке стоят деревни Неболчского сельского поселения: Колпина, Тальцы и Петровское у устья.

## Данные водного реестра
По данным государственного водного реестра России относится к Балтийскому бассейновому округу, водохозяйственный участок реки — Волхов, речной подбассейн реки — Волхов. Относится к речному бассейну реки Нева (включая бассейны рек Онежского и Ладожского озера).
Код объекта в государственном водном реестре — 01040200612102000019070.